# Leopoldo II di Babenberg
Leopoldo II di Babenberg, soprannominato il Bello, (1050 – Gars am Kamp, 12 ottobre 1095) fu margravio d'Austria dal 1075 sino alla sua morte.

## Biografia
Leopoldo II era figlio di Ernesto di Babenberg e di Adelaide di Eilenburg della dinastia Wettin, figlia del margravio Dedi (o Dedo) II di Meissen. Apparteneva dunque alla dinastia Babenberg. Nella lotta per le investiture, egli dapprima si schierò con l'Imperatore Enrico IV, sostenendolo anche dopo l'episodio di Canossa, ma nel 1081, alla dieta di Tulln, cambiò fazione su suggerimento della moglie Ida di Formbach-Ratelnberg e del vescovo Altmann di Passavia, un fedele sostenitore della causa gregoriana che era stato espulso dalla sua diocesi dagli uomini di Enrico nel 1078: egli trovò rifugio presso Leopoldo e i territori di questo vennero invasi dalle forze enriciane l'anno dopo.
Nell'estate del 1081, mentre il re Enrico IV era in campagna in Italia, Leopoldo sostenne l'elezione dell'anti-re Ermanno di Salm e convocò una dieta austriaca a Tulln, dove si dissociò ufficialmente da Enrico. Successivamente, fu dichiarato deposto dal re, che diede il feudo imperiale al suo fedele sostenitore, il duca Vratislao II di Boemia. Il duca Přemyslide invase l'Austria e sconfisse Leopoldo nella battaglia di Mailberg del 1082, da cui il margravio fuggì per un pelo. Tuttavia Leopoldo riuscì a mantenere i suoi territori, mentre Vratislao fu elevato come re di Boemia nel 1085. Leopoldo perse alcuni territori nella Moravia meridionale a nord del fiume Thaya, governato dal principe Liutpoldo di Znojmo, che era comunque suo genero.
Mentre il vescovo Altmann di Passau rimase in Austria, il margraviato ottenne una posizione di primo piano nella promozione della riforme gregoriane, lottando contro le chiese proprietarie e i matrimoni dei sacerdoti. Altmann introdusse la regola cluniacense nell'abbazia di Kremsmünster e nel 1083 fondò il monastero agostiniano di Göttweig vicino a Krems. Nel 1089 Leopoldo contribuì a finanziare la costruzione dell'abbazia di Melk nella regione di Wachau, donando ampi terreni sopra la riva del Danubio per il nuovo monastero. Le rovine del castello di Gars am Kamp, l'ultima residenza di Leopoldo, si trovano a 68 chilometri (42 miglia) di distanza. A diversi chilometri di distanza dall'Abbazia di Melk, si trovano ancora oggi le rovine del castello di Thunau a Kamp, una delle residenze estive di Leopoldo.

## Matrimonio e figli
Nel 1065 Leopoldo sposò la Contessa Ida di Formbach-Ratelnberg (1060-1101), a Cham, nel Palatinato Superiore, in Baviera. Ida era figlia di Rapoto IV, conte di Cham, e di Matilde, ed essa era parente dell'arcivescovo Tiemo di Salisburgo. Morì durante la crociata del 1101. Essi ebbero un figlio e sei figlie:
- Leopoldo III (1073–1136), margravio d'Austria dal 1095 al 1136;
- Adelaide († dopo il 1120), che sposò il conte Teodorico II di Formbach;
- Elisabetta († 1107), che sposò il margravio Ottocaro II di Stiria;
- Gerberga († 1142), che sposò il duca Bořivoj II di Boemia;
- Ida, che sposò il Přemyslide e principe Liutpoldo di Znojmo;
- Eufemia, che sposò il conte Corrado I di Peilstein;
- Sofia († 1154), che sposò dapprima Enrico di Eppenstein, duca di Carinzia dal 1090 al 1122, e successivamente il conte Sigeardo X di Burghausen della stirpe dei Sigeardingi, ramo di Burghausen-Schala.

## Ascendenza
|                          |                        |                          | Genitori                  |  |  | Nonni |  |  | Bisnonni                |  |  | Trisnonni         |  |
|                          |                        |                          |                           |  |  |       |  |  | Leopoldo I di Babenberg |  |  | Enrico di Baviera |  |
|                          |                        |                          |                           |  |  |       |  |  | Leopoldo I di Babenberg |  |  | Enrico di Baviera |  |
|                          |                        | …                        |                           |  |  |       |  |  | Leopoldo I di Babenberg |  |  |                   |  |
| Adalberto di Babenberg   |                        |                          |                           |  |  |       |  |  | Leopoldo I di Babenberg |  |  |                   |  |
|                          |                        | Riccarda di Sualafeldgau | Enrico IV di Sualafeldgau |  |  |       |  |  |                         |  |  |                   |  |
|                          |                        | Riccarda di Sualafeldgau | Enrico IV di Sualafeldgau |  |  |       |  |  |                         |  |  |                   |  |
|                          |                        | Riccarda di Sualafeldgau | …                         |  |  |       |  |  |                         |  |  |                   |  |
| Ernesto di Babenberg     |                        | Riccarda di Sualafeldgau |                           |  |  |       |  |  |                         |  |  |                   |  |
|                          |                        | Ottone Orseolo           | Pietro II Orseolo         |  |  |       |  |  |                         |  |  |                   |  |
|                          |                        | Ottone Orseolo           | Pietro II Orseolo         |  |  |       |  |  |                         |  |  |                   |  |
|                          |                        | Ottone Orseolo           | Maria Candiano            |  |  |       |  |  |                         |  |  |                   |  |
| Frozza Orseolo           |                        | Ottone Orseolo           |                           |  |  |       |  |  |                         |  |  |                   |  |
|                          |                        | Grimelda d'Ungheria      | Géza d'Ungheria           |  |  |       |  |  |                         |  |  |                   |  |
|                          |                        | Grimelda d'Ungheria      | Géza d'Ungheria           |  |  |       |  |  |                         |  |  |                   |  |
|                          |                        | Grimelda d'Ungheria      | Sarolta d'Ungheria        |  |  |       |  |  |                         |  |  |                   |  |
| Leopoldo II di Babenberg |                        | Grimelda d'Ungheria      |                           |  |  |       |  |  |                         |  |  |                   |  |
|                          | Teodorico I di Lusazia | Dedi I di Wettin         |                           |  |  |       |  |  |                         |  |  |                   |  |
|                          | Teodorico I di Lusazia | Dedi I di Wettin         |                           |  |  |       |  |  |                         |  |  |                   |  |
|                          | Teodorico I di Lusazia | Thietburga               |                           |  |  |       |  |  |                         |  |  |                   |  |
| Dedi I di Lusazia        | Teodorico I di Lusazia |                          |                           |  |  |       |  |  |                         |  |  |                   |  |
|                          |                        | Matilde di Meissen       | Eccardo I di Meißen       |  |  |       |  |  |                         |  |  |                   |  |
|                          |                        | Matilde di Meissen       | Eccardo I di Meißen       |  |  |       |  |  |                         |  |  |                   |  |
|                          |                        | Matilde di Meissen       | Swanehilde di Sassonia    |  |  |       |  |  |                         |  |  |                   |  |
| Adelaide di Eilenburg    |                        | Matilde di Meissen       |                           |  |  |       |  |  |                         |  |  |                   |  |
|                          |                        | Tietmaro IV              | Gero II                   |  |  |       |  |  |                         |  |  |                   |  |
|                          |                        | Tietmaro IV              | Gero II                   |  |  |       |  |  |                         |  |  |                   |  |
|                          |                        | Tietmaro IV              | Adelaide                  |  |  |       |  |  |                         |  |  |                   |  |
| Oda di Lusazia           |                        | Tietmaro IV              |                           |  |  |       |  |  |                         |  |  |                   |  |
|                          |                        | …                        | …                         |  |  |       |  |  |                         |  |  |                   |  |
|                          |                        | …                        | …                         |  |  |       |  |  |                         |  |  |                   |  |
|                          |                        | …                        | …                         |  |  |       |  |  |                         |  |  |                   |  |
|                          |                        | …                        |                           |  |  |       |  |  |                         |  |  |                   |  |